# Holyanna
Holyanna is een nummer van de Amerikaanse rockband Toto uit 1985. Het is de derde single van hun vijfde studioalbum Isolation.
"Holyanna" werd geschreven door Jeff Porcaro en David Paich, die het nummer ook volledig heeft ingezongen. Tom Scott is op de saxofoon gastmuzikant op de plaat. Het nummer flopte echter in Amerika met een 71e plaats in de Billboard Hot 100. In het Nederlandse taalgebied werden helemaal geen hitlijsten behaald.

## Tracklijst
1. "Holyanna" - 3:53
2. "Mr. Friendly" - 4:18